# Гот-Спрінгс (Монтана)
Гот-Спрінгс (англ. Hot Springs) — місто (англ. town) в США, в окрузі Сендерс штату Монтана. Населення — 557 осіб (2020).

## Географія
Гот-Спрінгс розташований за координатами 47°36′33″ пн. ш. 114°40′13″ зх. д. / 47.60917° пн. ш. 114.67028° зх. д. (47.609177, -114.670408).  За даними Бюро перепису населення США в 2010 році місто мало площу 0,99 км², уся площа — суходіл.

## Демографія
Згідно з переписом 2010 року, у місті мешкали 544 особи в 297 домогосподарствах у складі 108 родин. Густота населення становила 547 осіб/км².  Було 392 помешкання (394/км²).
Расовий склад населення:
| - 77,8 % — білих - 9,9 % — корінних американців - 0,6 % — чорних або афроамериканців - 0,2 % — азіатів - 1,7 % — осіб інших рас |

До двох чи більше рас належало 9,9 %. Частка іспаномовних становила 4,2 % від усіх жителів.
За віковим діапазоном населення розподілялося таким чином: 15,8 % — особи молодші 18 років, 57,4 % — особи у віці 18—64 років, 26,8 % — особи у віці 65 років та старші. Медіана віку мешканця становила 54,0 року. На 100 осіб жіночої статі у місті припадало 89,5 чоловіків;  на 100 жінок у віці від 18 років та старших — 86,2 чоловіків також старших 18 років.
Середній дохід на одне домашнє господарство  становив 29 644 долари США (медіана — 21 000), а середній дохід на одну сім'ю — 44 293 долари (медіана — 31 250). Медіана доходів становила 40 694 долари для чоловіків та 18 750 доларів для жінок. За межею бідності перебувало 31,2 % осіб, у тому числі 42,0 % дітей у віці до 18 років та 10,6 % осіб у віці 65 років та старших.
Цивільне працевлаштоване населення становило 146 осіб. Основні галузі зайнятості: освіта, охорона здоров'я та соціальна допомога — 30,1 %, роздрібна торгівля — 19,9 %, інформація — 12,3 %, мистецтво, розваги та відпочинок — 11,6 %.